# FIBA Diamond Ball
FIBA Diamond Ball – międzynarodowy turniej koszykarski z udziałem reprezentacji narodowych organizowany przez FIBA w latach igrzysk olimpijskich, rozgrywany tuż przed nimi. Gospodarzem turnieju zostawał kraj organizujący igrzyska. Pierwszy turniej z udziałem drużyn męskich został rozegrany w 2000 roku. W 2004 i 2008 roku rozegrano także turnieje kobiet.
Nie został rozegrany w 2012, brakuje go również w kalendarzu FIBA na 2016.

## Rezultaty turniejów mężczyzn
| 2000 | Hongkong | Australia           | 78–71 | Jugosławia | Włochy    | 82–74 | Kanada |
| 2004 | Belgrad  | Serbia i Czarnogóra | 93–80 | Litwa      | Argentyna | 84–74 | Chiny  |
| 2008 | Nankin   | Argentyna           | 95–91 | Australia  | Chiny     | 75–46 | Iran   |

### Drużyny w 2000 roku
- Angola – Mistrz Afryki
- Australia – Gospodarz igrzysk (Nowa Zelandia – mistrz Oceanii)
- Kanada – Wicemistrz Ameryki (USA – mistrz olimpijski i Ameryki)
- Chiny – Mistrz Azji
- Włochy – Mistrz Europy
- Jugosławia – Mistrz świata

### Drużyny w 2004 roku
- Angola – Mistrz Afryki
- Argentyna – Wicemistrz Ameryki (USA – mistrz olimpijski i Ameryki)
- Australia – Mistrz Oceanii i FIBA Diamond Ball 2000
- Chiny – Mistrz Azji
- Litwa – Mistrz Europy (Grecja – gospodarz igrzysk)
- Serbia i Czarnogóra – Mistrz świata

### Drużyny w 2008 roku
- Angola – Mistrz Afryki
- Argentyna – Mistrz olimpijski i wicemistrz Ameryki (USA – mistrz Ameryki)
- Australia – Mistrz Oceanii
- Chiny – Gospodarz igrzysk
- Iran – Mistrz Azji
- Serbia – Mistrz FIBA Diamond Ball 2004 (Hiszpania – mistrz świata; Rosja – mistrz Europy)

### Szczegóły
| Zespół    | Hongkong · 2000 | Serbia i Czarnogóra · 2004 | Chiny · 2008 | Razem |
| --------- | --------------- | -------------------------- | ------------ | ----- |
| Angola    | 6               | 6                          | 6            | 3     |
| Argentyna |                 | 3                          | 1            | 2     |
| Australia | 1               | 5                          | 2            | 3     |
| Kanada    | 4               |                            |              | 1     |
| Chiny     | 5               | 4                          | 3            | 3     |
| Iran      |                 |                            | 4            | 1     |
| Włochy    | 3               |                            |              | 1     |
| Litwa     |                 | 2                          |              | 1     |
| Serbia    | 2               | 1                          | 5            | 3     |

## Rezultaty turniejów kobiet
| 2004 | Heraklion | Australia         | 74–70 | Chiny     | Brazylia | 73–70 | Grecja |
| 2008 | Haining   | Stany Zjednoczone | 71–67 | Australia | Chiny    | 63–51 | Łotwa  |

### Szczegóły
| Zespół            | Grecja · 2004 | Chiny · 2008 | Razem |
| ----------------- | ------------- | ------------ | ----- |
| Australia         | 1             | 2            | 2     |
| Brazylia          | 3             |              | 1     |
| Chiny             | 2             | 3            | 2     |
| Grecja            | 4             |              | 1     |
| Korea Południowa  | 5             |              | 1     |
| Łotwa             |               | 4            | 1     |
| Mali              |               | 6            | 1     |
| Nigeria           | 6             |              | 1     |
| Rosja             |               | 5            | 1     |
| Stany Zjednoczone |               | 1            | 1     |